# Anablepsoides jucundus
Anablepsoides jucundus är en fiskart som beskrevs av Huber 1992. Arten ingår i släktet Anablepsoides, och familjen Rivulidae. Inga underarter finns listade i Catalogue of Life.